# Brian Cox
Profesor Brian Edward Cox (* 3. března 1968 Oldham, Anglie, Spojené království) je britský částicový fyzik, výzkumný pracovník Královské společnosti (Royal Society for the Improvement of Natural Knowledge), profesor na University of Manchester a držitel Řádu britského imperia. Je členem skupiny pro výzkum částicové fyziky Manchesterské univerzity (University of Manchester) a pracuje na experimentu ATLAS, probíhajícím na Velkém hadronovém urychlovači (Large Hadron Collider; LHC) v CERNu. Podílí se na vývoji a instalaci menších protonových detektorů (experiment FP420), které jsou umístěny 420 metrů od bodu srážky částic v rámci experimentů ATLAS a CMS (Compact Muon Solenoid – Kompaktní mionový solenoid).
V 90. letech působil v oblasti populární hudby jako hráč na klávesy ve skupinách Dare a D:Ream. Brian Cox je známý a úspěšný průvodce vědeckými pořady na televizní stanici BBC, čímž zvýšil zájem veřejnosti o astronomii. Anglický astronom Patrick Moore v lednu 2012 a britský přírodovědec David Attenborough v lednu 2013 označili Coxe za přirozeného nástupce ve vědeckých pořadech BBC.

## Mládí a vzdělání
Brian Cox se narodil 3. března 1968 v Royal Oldham Hospital, později od roku 1971 žil v nedalekém Chaddertonu. Má mladší sestru. Oba rodiče byli zaměstnáni v bance, matka jako pokladní a otec jako střední manažer. Cox prožil šťastné dětství v Oldhamu a mezi jeho záliby patřil tanec, gymnastika a pozorování letadel a autobusů. V letech 1979–1986 navštěvoval soukromou školu Hulme Grammar School v Oldhamu.
Když mu bylo 12 let, kniha Kosmos od Carla Sagana ho inspiroval k tomu, že se chtěl stát fyzikem. V patnácti letech, kdy objevil Duran Duran a poté i širší svět hudby, se připojil k místní skupině Dare jako klávesista a začal s ní koncertovat a nahrávat hudbu. Se skupinou vydal dvě alba – Out of the Silence (1988) a Blood from Stone (1991). V té době pro něj ztratila škola prioritu, dokonce neuspěl v matematice u přijímací zkoušky na vysokou školu. Jakmile však objevil svou vášeň pro fyziku, vypracoval se ze čtyřky z matematiky až k absolutoriu s vyznamenáním a doktorátu.
Když se skupina Dare rozpadla, rozhodl se Cox vrátit ke své milované astronomii, ve 23 letech začal studovat fyziku na univerzitě v Manchesteru a zajímal se zejména o částicovou fyziku. V roce 1991 získal bakalářský titul z fyziky. Poté začal hrát na klávesy v poprockové kapele D:Ream. Tentokrát však zvítězila věda a když dostal na výběr, zda se vydat na mezinárodní turné kapely nebo pokračovat ve studiu, opustil D:Ream a v roce 1998 dokončil doktorát z částicové fyziky. Jeho disertační práce vycházela z výzkumu, který prováděl při experimentu na urychlovači částic HERA (Hadron Elektron Ring Anlage) v laboratoři DESY v německém Hamburku.

## Vědecká kariéra
Cox je částicový fyzik na Manchesterské univerzitě, od roku 2005 je profesorem na Fakultě fyziky a astronomie. Kromě vědecké práce na univerzitě a výuky studentů je zapojen do výzkumů na Velkém hadronovém urychlovači (LHC) v ženevském středisku CERN ve Švýcarsku, kde pracuje na experimentu ATLAS. Mnohokrát vystoupil na TEDu, kde o LHC a částicové fyzice přednášel.

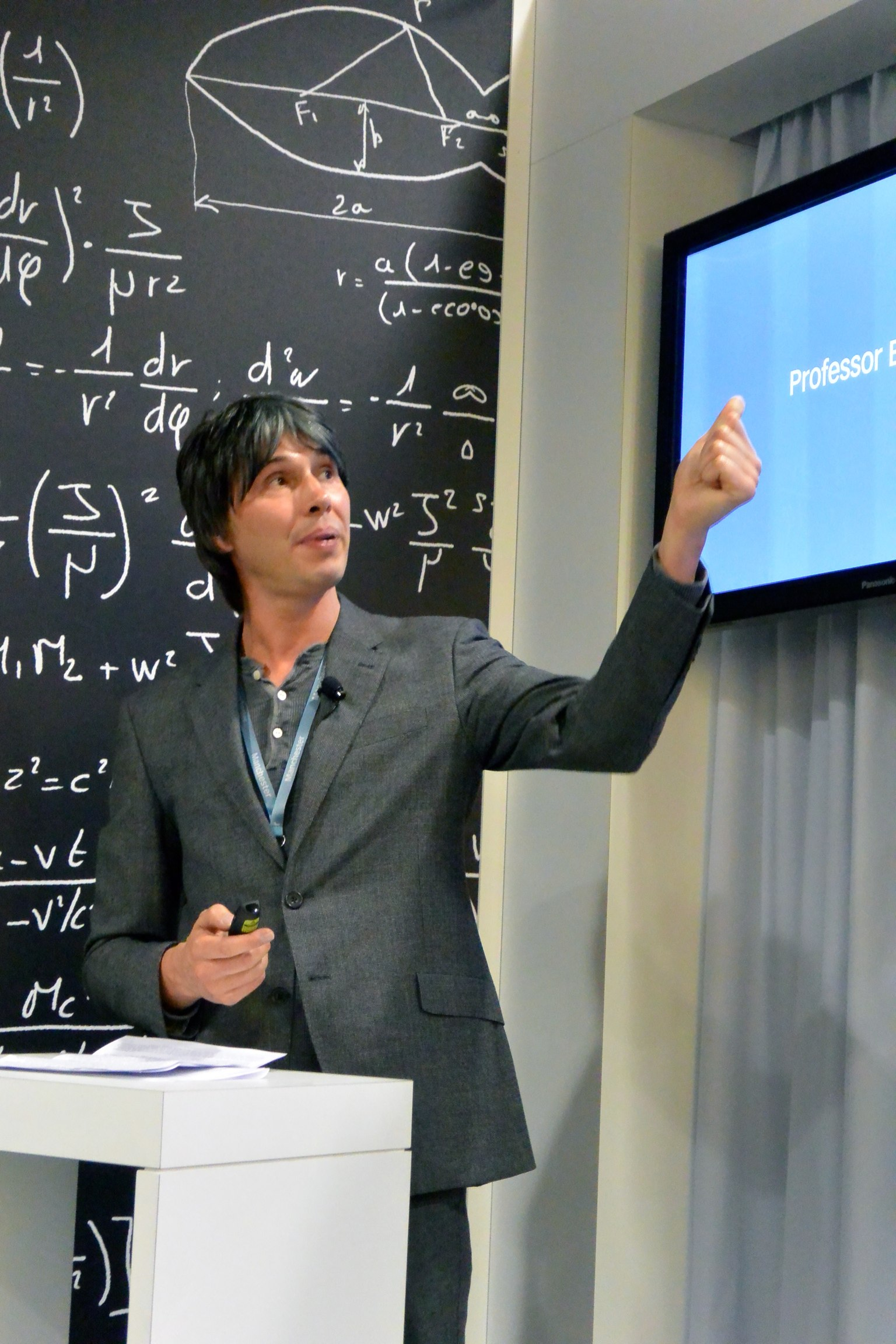
Brian Cox na přednášce v Manchestru v roce 2013

Je známý a velmi úspěšný popularizátor vědy ve Spojeném království a má za sebou dlouhou a úspěšnou kariéru ve vysílání. Vystupoval v mnoha vědeckých pořadech v rozhlase a v televizi, uváděl desítky pořadů BBC a televizních speciálů o všem možném od sluneční soustavy až po vědu o čase. Jeho nadšení a přímočaré vysvětlování složitých vědeckých jevů vzbudilo u široké veřejnosti zájem o vědu. Cox je spoluautorem několika populárně vědeckých knih o fyzice, mimo jiné Why does E=mc2? (Proč platí E=mc2?) [40] a The Quantum Universe (Kvantový vesmír), obě napsal s Jeffem Forshawem.
Od roku 2015 působí jako profesor Královské společnosti pro zapojení veřejnosti do vědy, což je první funkce v národní akademii zastupující všechny oblasti vědy, technologie, inženýrství, matematiku a medicínu. V této funkci byl pověřen čtyřmi úkoly:
- přispět k lepší informovanosti veřejnosti o vědě a významu experimentu, důkazů a pochopení pravděpodobnosti
- zvýšit informovanost veřejnosti o vědeckých otázkách, které jsou podkladem pro politické debaty o důležitých tématech
- spolupracovat s veřejností s cílem posílit argumenty pro větší podporu vědy
- podnítit větší zájem veřejnosti o vědu a její zapojení

Pořádá také celosvětové turné s názvem Horizons: A 21st Century Space Odyssey, které je oslavou naší civilizace, naší hudby, umění, filozofie a vědy. Cílem turné je, aby si lidé uvědomili nové věci a lépe pochopili svět, ve kterém žijí. Hovoří zde mimo jiné také o černých dírách.

## Osobní život
V roce 2003 se Cox v Duluthu v Minnesotě oženil s americkou televizní moderátorkou a spisovatelkou Giou Milinovich. Mají spolu syna, který se narodil v roce 2009, a Milinovichová má syna z předchozího vztahu. V současné době žijí v Battersea v Londýně.

## Ocenění
Za své zásluhy o vědu a její popularizaci obdržel Brian Cox řadu vyznamenání a ocenění. V roce 2010 byl jmenován důstojníkem Řádu britského impéria (OBE) za zásluhy o vědu a v roce 2020 komandérem Řádu britského impéria (CBE) za zásluhy o popularizaci vědy. V roce 2012 mu byla udělena za vynikající práci v oblasti vědecké komunikace Cena Michaela Faradaye Královské společnosti. V roce 2016 byl zvolen členem Královské společnosti (FRS).

## Dílo

### Discografie
- Dare – Out of the Silence (1988)
- Dare – Blood from Stone (1991)
- D:Ream – D:Ream on Volume 1 (1993)
- D:Ream – In Memory Of... (2011)